# Yigong Zangbu
Yigong Zangbu (kinesiska: 易贡藏布) är ett vattendrag i Kina. Det ligger i den autonoma regionen Tibet, i den sydvästra delen av landet, omkring 320 kilometer öster om regionhuvudstaden Lhasa.
Genomsnittlig årsnederbörd är 982 millimeter. Den regnigaste månaden är juni, med i genomsnitt 240 mm nederbörd, och den torraste är december, med 3 mm nederbörd.